# 德木楚克
德木楚克（？—1780年），博尔济吉特氏，喀尔喀蒙古车臣汗部人，清朝蒙古王公，诺尔布的曾孙，朋素克之孙，垂扎布长子。
雍正十三年（1735年），袭车臣汗部扎萨克郡王。乾隆十三年（1748年），署任盟长。乾隆二十年（1755年），授任所部副将军，与副都统纳木扎勒由塔密尔将辉特部、和硕特部降人迁徙到固尔班苏鲁克，负责防护。乾隆二十一年（1756年），授参赞大臣。受命返本部镇压齐木齐格特，在呼伦贝尔西擒获什第等。以功加一级，赐三眼孔雀翎。